# Клемешов, Виктор
Виктор Клемешев (настоящая фамилия — Клемешов) — советский и российский певец и музыкант-мультиинструменталист, вокалист советской рок-группы «ДК» (1985 и 1988 годы), музыкант группы «Весёлые картинки». 

Играя в музыкальных рок-группах, Клемешов пел и играл композиции в репертуаре шансон, приближённом к «народной песне», вследствие чего, согласно отзывам критиков, является «самым фольклорным рок-музыкантом России».

## Жизнь и творчество
Уроженец Тамбовской области, в Москве устроился работать уборщиком в автопарке. В связи с этим Клемешову постоянно приходилось общаться с людьми из разных слоёв населения — в том числе и с уголовниками, военными, сотрудниками спецслужб, и прочими людьми, ставшими персонажами песен альбома «ДК» — «ДМБ-85». Играл в группе с 1983 года, — до того работал трубачом в оркестре Ю. Мухина вместе с Д. Яншиным, — но вокальные партии исполнял лишь на отдельных сессиях в 1985 и 1988 годах, после ухода вокалиста Евгения Морозова (1982—1983 гг).

Известность пришла к Клемешову после выхода «ДМБ-85» — альбома, записанного Клемешовым (вокал, гитара) в дуэте с Сергеем Летовым (саксофон, флейта), при участии лидера «ДК» Сергея Жарикова (барабаны). Альбом включает в себя как «народные» блатные хиты (например, песня Аркадия Северного «Вешние воды» или «Осень» Александра Лобановского), так и песни авторства Жарикова и Клемешова. Большинство песен альбома Витя исполнял полностью сам на гитаре, эти же песни потом не раз исполнялись Виктором на квартирниках в 1990-х и 2000-х годах. Дуэт Виктора Клемешова и Сергея Летова первоначально назывался «Витя Галсников и ВИА Космонавты».

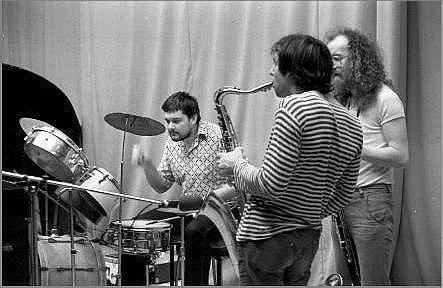
С. Жариков, В. Клемешов и С. Летов: запись очередного альбома, 1985

Помимо «ДК», Клемешов был одним из ведущих участников пародийной рок-группы «Весёлые картинки», вместе с Дмитрием Яншиным и Игорем Беловым. В составе «Весёлых картинок» Клемешов активно гастролировал по Советскому Союзу, а также исполнял песни группы «ДК» на 25-м подольском рок-фестивале в 1987 году. В начале 90-х, покинув «Весёлые картинки», Клемешов организовал с другим бывшим музыкантом ДК Сергеем Полянских группу «ПроцеSS», которая просуществовала недолго.

## Стиль исполнения
Клемешов исполнял песни своим природным лирическим тенором с добавлением своеобразной мягкой, «страдальческой» (реже — иронической) интонации, что придаёт им особое звучание. Эта оборотная сторона всё той же, но «агрессивной» жлобской «народности» морозовской манеры, по мнению Жарикова, должна была придать новые краски в музыкальной инсталляции «ДК». Практически все основные образы, воспетые Клемешовым в песнях, — это либо военные («Матросская песня», «Идёт хороший человек», «Пройдёт ещё два года»), либо преступники или уже отсидевшие («В детстве все меня считали тихим», «Люся, моя Люся» и «Здравствуй, моя родина Москва»), иногда бывают и лирические герои («Юность», «Последний экспресс»).

Виктор Клемешев — это целый период в истории «ДК». На ранних альбомах он играл на ритм-гитаре, пел вторым голосом, и лишь изредка Жариков доверял ему сыграть одинокое соло на трубе («Мичела»). Клемешев мастерски умел исполнять полузабытые дворовые песни и вышибал из слушателей неслабый град слез, которых, однако, в самих песнях не было по определению. Секрет достоверности Клемешева-певца заключался не только в искренности подачи, но и во всевозможных нюансах исполнения — начиная от фальцета и жалостливых вздохов и заканчивая техническими особенностями его игры на гитаре.— Александр Кушнир

У Клемешева была гитара с сильно натянутыми струнами, на которой обыкновенный человек сыграть не сможет. Она звучала, как целый оркестр: нижние струны — бас, верхние — перкуссия. Кроме того, Клемешев виртуозно применял «проходные аккорды» с «подтяжкой», которые мало кто умел делать. Таких аккордов Витек знал около сорока и все это получалось у него очень натурально— Сергей Жариков
Скончался 20 мая 2023 года. Через неделю должен был состоятся его квартирный концерт в Москве.

## Дискография
- 1992 — Клемешев на флэту
- 2002 — Квартирник на Коломенской

### ДК
- 1984 — «Второе апреля»
- 1984 — «Снова любовь поселитца»
- 1985 — «ДМБ-85»
- 1988 — «Непреступная забывчивость»
- 1989 — «Цветочный король»
- 1989 — «Оккупация» (песни с вокалом Клемешова записаны в 1985 году)
- 1990 — «Пожар в мавзолее» (песни с вокалом Клемешова записаны в 1988 году)